# Brvi
Brvi – wieś w Słowenii, w gminie Brežice. W 2018 roku liczyła 42 mieszkańców.